# Męczennice z Orange
Męczennice z Orange, Błogosławione Dziewice z Orange – grupa francuskich zakonnic, błogosławionych męczennic Kościoła katolickiego, straconych w czasie rewolucji francuskiej w czasie prześladowań religijnych wymierzonych przeciwko katolikom.

## Geneza męczeństwa
W czasie rewolucji francuskiej w miejscowości Orange w okresie od 19 czerwca do 5 sierpnia 1794 roku działał nadzwyczajny trybunał rewolucyjny.  Sądząc księży, zakonników i zakonnice, na podstawie odmowy złożenia potępionej przez papieża Piusa VI przysięgi na cywilną konstytucję kleru, wydał 332 wyroki śmierci. W grupie skazanych znalazły się beatyfikowane później 32 zakonnice z zakonów benedyktynek z Caderousse, cysterek z Awinionu, sakramentek z Bollène i urszulanek z Bollène, Carpentras, Pernes, Pont-Saint-Esprit i Sisteron. Musiały one opuścić swoje pierwotne domy zakonne z powodu represji wymierzonych przeciwko zgromadzeniom zakonnym. Osiadły we wspólnym domu w Bollène, gdzie żyły w ubóstwie, poświęcając swój czas modlitwie.  Zostały aresztowane 22 kwietnia w Bollène za odmowę wymaganej przez władze miejskie przysięgi "na wolność i równość". 2 maja dołączono je do więzionych w Orange 13 innych mniszek. Przebywając przez kilka tygodni w miejscowym więzieniu La Cure przygotowywały się do egzekucji odmawiając wspólnie modlitwy za konających, a przed egzekucjami odśpiewywały Te Deum. Poniosły śmierć na gilotynie w dniach od 6 do 26 lipca tegoż roku.
Ciała męczennic zostały pochowane w masowym grobie na polu Laplane. W 1832 na miejscu tym została wzniesiona kaplica.

## Lista błogosławionych
| Imię (właściwe), imię oryginalne                                               | Nazwisko                         | Data urodzenia      | Data Śmierci                     | Zgromadzenie                      |
| ------------------------------------------------------------------------------ | -------------------------------- | ------------------- | -------------------------------- | --------------------------------- |
| Maria Róża (Zuzanna Agata), Marie-Rose (Suzanne )                              | de Loye                          | 4 lutego 1741       | 6 lipca                          | benedyktynka                      |
| Ifigenia od św. Mateusza (Franciszka Maria Zuzanna), Iphigénie                 | de Gaillard de la Valdène        | 23 września 1761    | 7 lipca                          | sakramentka                       |
| Melania (Maria Anna Magdalena), Mélanie (Madeleine )                           | de Guilhermier                   | 29 czerwca 1733     | 9 lipca                          | urszulanka                        |
| Maria od Aniołów (Maria Anna Małgorzata), Marie-des-Anges (Marie-Anne )        | de Rocher                        | 20 stycznia 1755    | 9 lipca                          | urszulanka                        |
| Maria Gertruda od św. Zofii (Maria Anna Magdalena), Marie-Gertrude             | de Ripert d’Alauzin (d’Alauzier) | 15 listopada 1757   | 10 lipca                         | urszulanka                        |
| Agnieszka od Jezusa (Sylwia), Agnés (Sylvie )                                  | de Romillon                      | 15 marca 1750       | 10 lipca                         | urszulanka                        |
| Róża od św. Pelagii (Rozalia Klotylda), Pélagie (Rosalie )                     | Bès                              | 30 czerwca 1753     | 11 lipca                         | sakramentka                       |
| Teoktysta (Maria Elżbieta), Théotiste (Marie-Elisabeth )                       | Pélissier                        | 17 stycznia 1742    | 11 lipca                         | sakramentka                       |
| Maria Klara od św. Marcina, Marie-Claire                                       | Blac                             | 1742                | 11 lipca                         | sakramentka                       |
| Maria Małgorzata od św. Zofii (Maria Anna Magdalena), (Marguerite )            | de Barbegie d’Albarède           | 8 października 1740 | 11 lipca                         | urszulanka                        |
| Róża od św. Franciszka Ksawerego (Magdalena Teresa), Rose (Thérèse )           | Tallien (Talieu)                 | 13 września 1746    | 12 lipca                         | sakramentka                       |
| Marta od Dobrego Anioła (Maria), (Marie )                                      | Cluse                            | 5 grudnia 1761      | 12 lipca                         | sakramentka                       |
| Maria od św. Henryka (Małgorzata Eleonora), Marie de Saint-Henri (Marguerite ) | de Justamond                     | 11 stycznia 1746    | 12 lipca                         | cysterka                          |
| Joanna Maria od św. Bernarda, Jeanne                                           | de Romillon                      | 12 lipca 1753       | 12 lipca                         | urszulanka                        |
| Magdalena od Matki Bożej (Elżbieta), Madeleine (Elisabeth )                    | Verchière (Verchières)           | 2 stycznia 1769     | 13 lipca                         | sakramentka                       |
| Teresa Henryka od Zwiastowania, Thérèse                                        | Faurie                           | 4 lutego 1740       | 13 lipca                         | sakramentka                       |
| Anna Andrzeja od św. Aleksego                                                  | Minutte                          | 4 lutego 1740       | 13 lipca                         | sakramentka                       |
| Maria Anna od św. Franciszka, Marie-Anne                                       | Lambert                          | 17 sierpnia 1742    | 13 lipca                         | urszulanka                        |
| Maria Anna od św. Franciszka, Marie-Anne                                       | Depeyre                          | 2 października 1756 | 13 lipca                         | urszulanka                        |
| Maria Anastazja od św. Gerwazego, Anastasie                                    | de Roquard                       | 5 października 1749 | 13 lipca (podawana też 15 lipca) | urszulanka, przełożona w Bollène  |
| Amata od Jezusa (Maria Róża), Aimée (Rose )                                    | de Gordon                        | 29 września 1733    | 16 lipca                         | sakramentka                       |
| Maria od Jezusa (Małgorzata Teresa), Marie-de-Jésus (Thérèse )                 | Charansol (Charrensol)           | 28 lutego 1758      | 16 lipca                         | sakramentka                       |
| Maria Anna od św. Joachima, MarieAnne                                          | Béguin-Royal                     | 1736                | 16 lipca                         | sakramentka                       |
| Maria Anna od św. Michała, Marie-Anne                                          | Doux                             | 8 kwietnia 1739     | 16 lipca                         | urszulanka                        |
| Maria Róża od św. Andrzeja, Marie-Rose                                         | Laye                             | 26 września 1728    | 16 lipca                         | urszulanka                        |
| Dorota od Najświętszego Serca Maryi, Dorothée                                  | de Justamond                     | 27 maja 1743        | 16 lipca                         | urszulanka                        |
| Magdalena od Najświętszego Sakramentu, Madeleine                               | de Justamond                     | 26 lipca 1754       | 16 lipca                         | cysterka                          |
| Maria Małgorzata od św. Augustyna, Marguerite                                  | Bonnet                           | 18 czerwca 1719     | 26 lipca                         | sakramentka                       |
| Katarzyna od Jezusa (Maria Magdalena), Catherine (Marie-Madeleine )            | de Justamond                     | we wrześniu 1724    | 26 lipca                         | urszulanka                        |
| Anna od św. Bazylego, Anne                                                     | Cartier                          | 19 listopada 1733   | 26 lipca (podawana też 20 lipca) | urszulanka                        |
| Klara od św. Rozalii (Maria klara), Claire                                     | du Bac (Dubas)                   | 9 stycznia 1727     | 26 lipca                         | urszulanka                        |
| Elżbieta Teresa od Najświętszego Serca Jezusa, Elisabeth                       | Consolin (de Consolin)           | 6 czerwca 1736      | 26 lipca                         | urszulanka, przełożona w Sisteron |

## Wspomnienie
Dniem, kiedy Męczennice z Orange wspominane są w Kościele katolickim jest 9 lipca, zaś u cystersów 16 lipca.

## Beatyfikacja
Męczennice z Orange beatyfikowane zostały przez papieża Piusa XI 10 maja 1925 roku.